# The Lost Box
The Lost Box (англ. «Потерянная коробка») — седьмой студийный альбом шведской поп-группы Secret Service, выпущенный в 2012 году. Песни альбома взяты из демо-записей, записанных в разное время ещё в восьмидесятые годы. Многие песни находились в забытом ящике на чердаке автора песен Тима Норелла, который он обнаружил во время переезда (название альбома отсылает к потерянной коробке со старыми записями). Сведение и ремастеринг прошли на студии XTC Studios в 2011–2012 годах Улфом Вальбергом и Тимом Нореллом.  
Песни «Different» и «Satellites» были выпущены как синглы.

## Список композиций
| №  | Название песни                | Длительность | Авторы                                    |
| -- | ----------------------------- | ------------ | ----------------------------------------- |
| 1  | «Satellites»                  | 3:44         | Тим Норелл, Ула Хоканссон, Александр Бард |
| 2  | «If I Do»                     | 3:31         | Тим Норелл, Ула Хоканссон, Александр Бард |
| 3  | «Different»                   | 3:32         | Тим Норелл, Ула Хоканссон, Александр Бард |
| 4  | «Eyes Are Talking»            | 4:00         | Тим Норелл, Ула Хоканссон                 |
| 5  | «I Want You»                  | 3:47         | Тим Норелл, Бьорн Хокансон                |
| 6  | «The Go-Between»              | 4:04         | Тим Норелл, Ула Хоканссон, Александр Бард |
| 7  | «Upside Down»                 | 4:10         | Тим Норелл, Ульф Вальберг, Бьорн Хокансон |
| 8  | «Woman and Man»               | 3:20         | Тим Норелл, текст Бьорн Хокансон          |
| 9  | «Always a Fool»               | 2:56         | Тим Норелл, текст Бьорн Хокансон          |
| 10 | «It's Not Over»               | 3:13         | Тим Норелл, Ула Хоканссон, Александр Бард |
| 11 | «Someone Can Open Your Heart» | 3:22         | Тим Норелл, Ула Хоканссон, Бьорн Хокансон |

## Участники записи[2]
- Ула Хоканссон — вокал, исполнительный продюсер альбома
- Улф Вальберг — клавиши, бэк-вокал
- Тонни Линдберг — гитара в песнях под номерами 1, 3, 5, 9, 10
- Тим Норелл — клавиши, бэк-вокал